# Rangos e insignias del Heer (1935-1945)

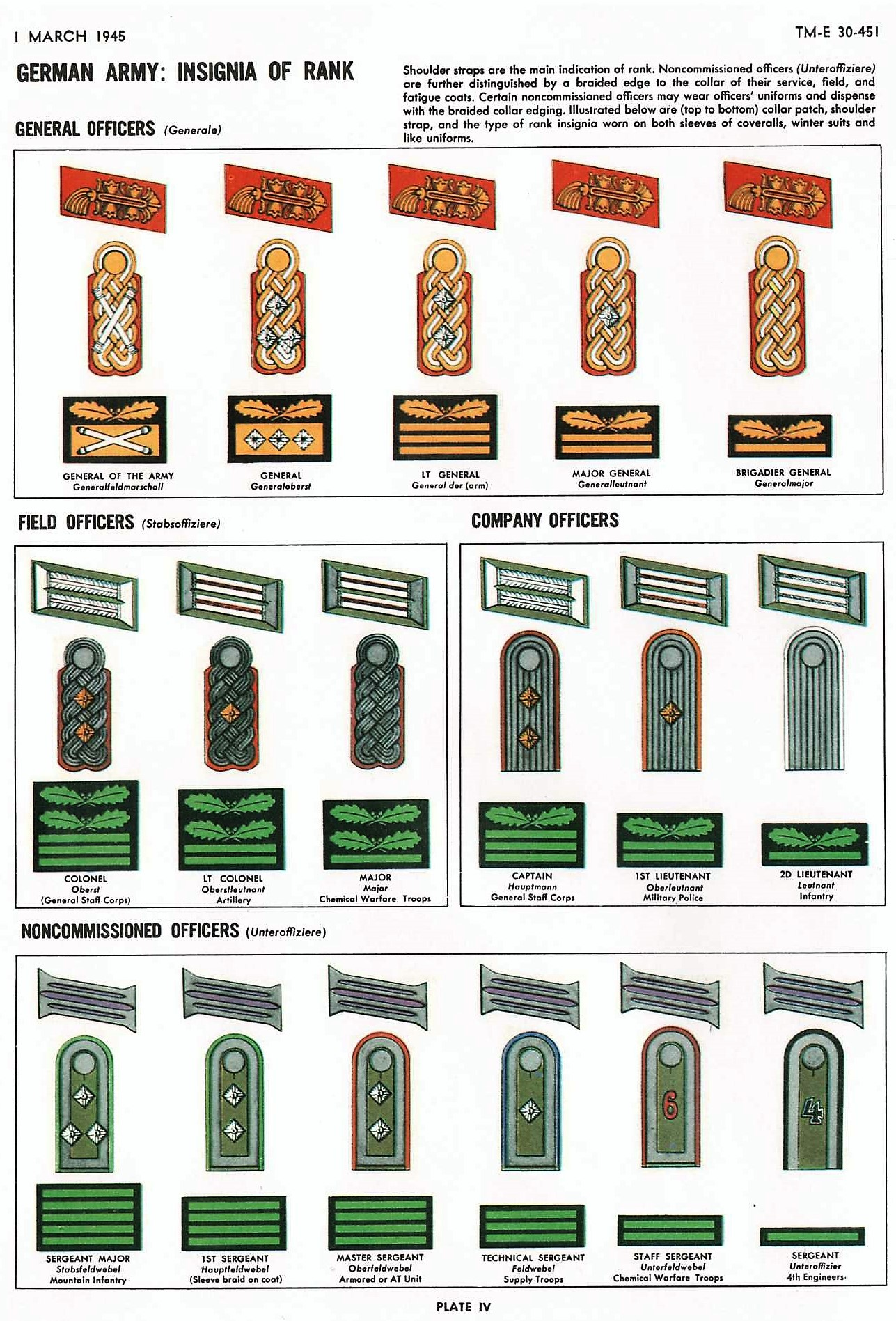
Insignias de rango del ejército.

El Heer como ejército alemán y parte de la Wehrmacht heredó sus uniformes y estructura de rango del Reichsheer de la República de Weimar (1921-1935). Se hicieron pocas alteraciones y ajustes a medida que el ejército creció de una fuerza de defensa limitada en tiempos de paz de 100.000 hombres a una fuerza de guerra de varios millones de soldados.
Estos rangos e insignias eran específicos del Heer y, en casos especiales, de los oficiales superiores de la Wehrmacht en los servicios independientes; los uniformes y los sistemas de rango de las otras ramas de la Wehrmacht, como la Luftwaffe (Fuerza Aérea) y la Kriegsmarine (Marina), eran diferentes, al igual que los de las SS, que era una organización paramilitar fuera de la Wehrmacht. El Partido nazi también tenía su propia serie de uniformes e insignias paramilitares.

## Insignias

### Emblema Nacional: elHoheitszeichenoWehrmachtsadler
La integración  de la nueva realidad nacionalsocialista en la Reichswehr se produjo el 17 de febrero de 1934, cuando el Comandante en Jefe, Werner von Blomberg, ordenó que el águila y la esvástica del Partido Nazi, entonces el emblema nacional de Alemania, se usaran en las camisas, gorras y cascos de los uniformes a partir del 1 de mayo. El diseño adoptado, en plata para el Reichsheer (ejército) y en oro para la Reichsmarine (marina), era un águila con las alas extendidas y biseladas que sujetaba con las garras una esvástica dentro de una corona, que más tarde se llamaría Wehrmachtsadler ("Aguila de las Fuerzas Armadas").

#### Águila del pecho
Para los uniformes de alistados, estaba tejido en jacquard o, a veces, bordado a máquina en rayón gris plateado, para los oficiales, bordado a máquina o a mano en seda blanca o alambre de aluminio brillante, y para los generales, bordado a mano y de oro. El respaldo era "tela de insignia" (Abzeichentuch), una tela aterciopelada de tejido tupido; originalmente era de color gris Reichsheer, pero a fines de 1935, el renombrado Wehrmacht Heer cambió su color Abzeichentuch a un azul verdoso oscuro llamado flaschengrün (verde botella).
La guerra trajo varios cambios respecto al águila de pecho, aunque debe tenerse en cuenta que ninguna de ellas fue reemplazada, y todas se usaban una al lado de la otra al final de la guerra. Cuando comenzaron las hostilidades en 1939, en la guerrera o feldbluse de los soldados rasos, el águila se cambió de blanco plateado a gris mate para reducir la visibilidad; y en 1940 comenzaron a fabricarse en gris campaña (feldgrau). Otra versión apareció con la llegada de la guerrera modelo 1944, que usaba un respaldo triangular para acelerar y simplificar la fabricación. Muy tarde en la guerra, algunos Hoheitszeichen simplemente se imprimieron directamente sobre el tejido.
También hubo versiones para otros uniformes: variantes en blanco y gris sobre negro para el uniforme Panzer, y en azul grisáceo opaco sobre un respaldo tostado para el uniforme tropical (Afrikakorps). Se usaba un águila estampada de color gris metálico en la camisa blanca de verano de los oficiales.

#### Gorra y casco

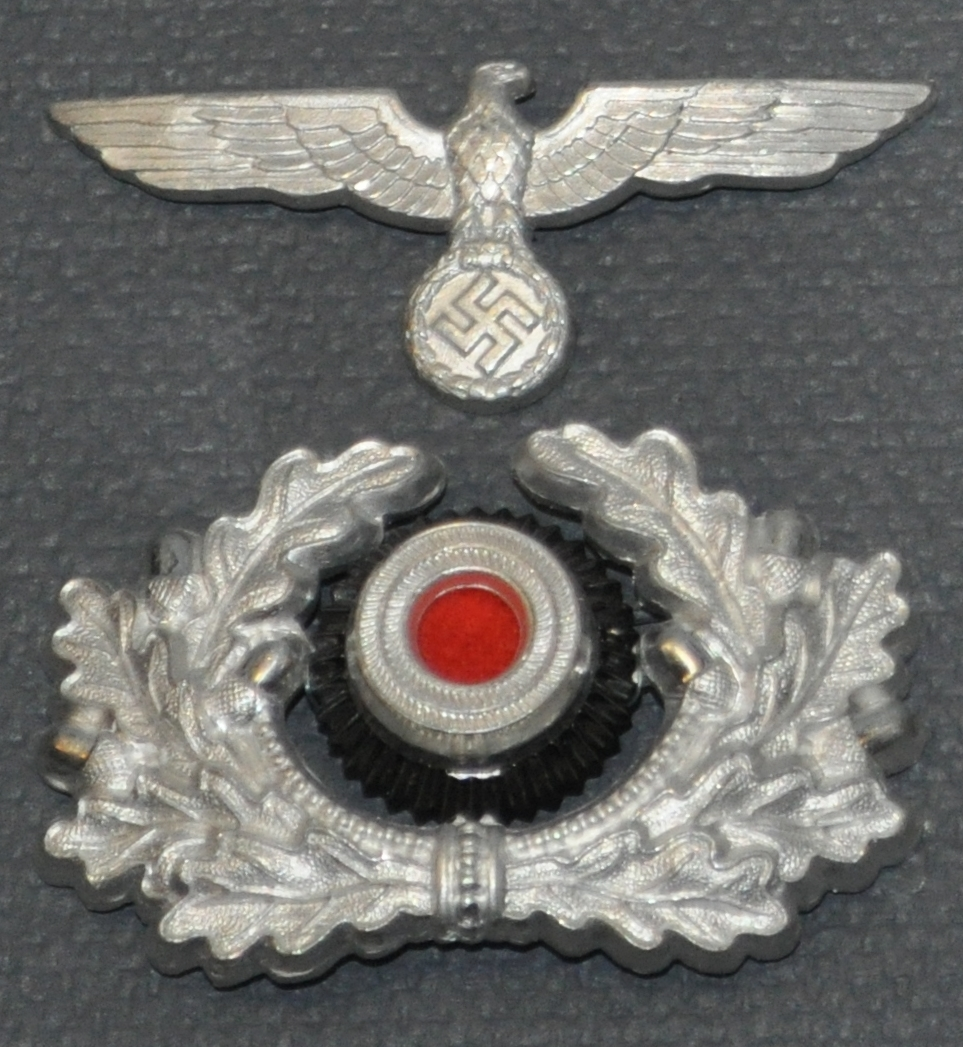
Águila/esvástica y escarapela coronadas y utilizadaa en la gorra (Schirmmütze).

Insignias del Heer utilizadas en varios cascos.

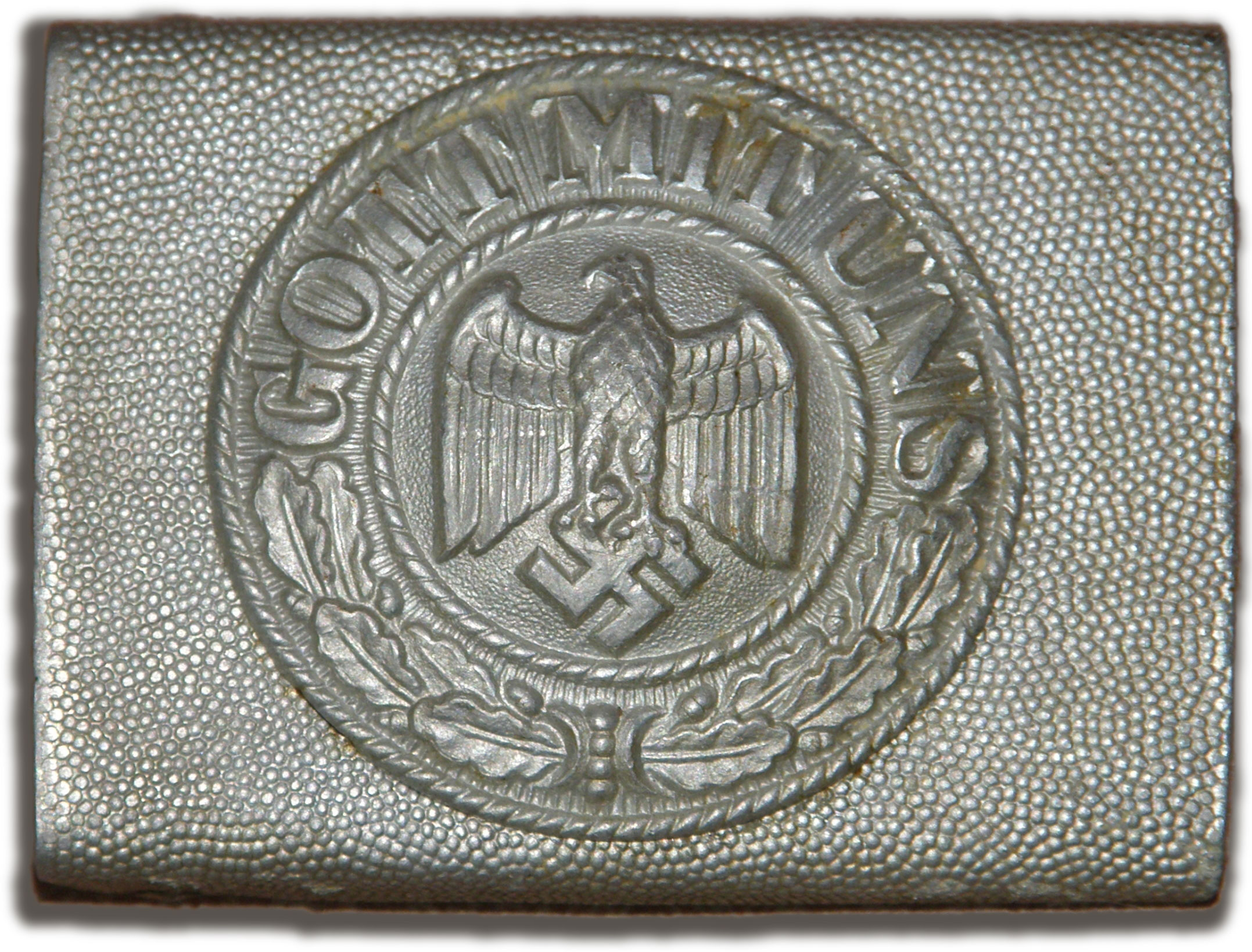
Koppelschloß de un soldado raso.

Las gorras y los cascos tenían dos insignias comunes, en diversas formas: el Escudo Nacional y los colores nacionales. Las gorras de la Primera Guerra Mundial habían llevado escarapelas, uno en color negro-blanco-rojo (colores imperiales) y otro en los colores del estado concreto de origen dentro del Imperio. La Reichswehr cambió esto a una sola escarapela en los colores negro, rojo y dorado de la República de Weimar; aunque tan pronto como Hitler accedió al poder, restauró la bandera tricolor anterior a 1919 y ordenó al Ejército que volviera al negro-blanco-rojo.

#### Hebilla de cinturón
Las hebillas de los cinturones tenían forma cuadrada, hechas de aluminio o acero estampado y con un dispositivo circular con una versión del Hoheitszeichen llamado Águila del Ejército o Heeresadler (un águila con las alas hacia abajo sosteniendo una esvástica sin corona) coronado por el lema Gott mit uns ("Dios con nosotros"). Para el uso de campaña, estos generalmente estaban pintados de color feldgrau para reducir la visibilidad y tenían un acabado suave; por otro lado, las hebillas de estaban bañadas en plata con una superficie rugosa que rodeaba el Hoheitszeichen.
Las hebillas de los oficiales eran del tipo de marco de dos puntas. Con el uniforme de gala, los oficiales llevaban un cinturón trenzado plateado con una hebilla circular de aluminio o plateada, con la forma de corona de hojas de roble que rodeaba un Heeresadler. Las de los generales eran iguales pero en dorado o chapadas en oro.
Con el uniforme tropical y su cinturón de cincha de algodón, los oficiales usaban una hebilla idéntica a pero pintada de verde oliva.

### Parche de cuello (Kragenpatte,Kragenspiegel)
En los ejércitos alemanes del siglo XIX, la Guardia y otros regimientos de élite usaban dobles trenzas (Doppellitze) que rodeaban todo o la mayor parte del cuello como una marca de distinción. A mediados de la Primera Guerra Mundial, estos cuellos adornados se habían reducido a una representación de una trenza bordada en los extremos, cosidos a parches que se usaban en la parte delantera del cuello. Cuando se estableció el Reichsheer en 1921 como el primer ejército nacional de Alemania, los litzen se eligieron como elemento distintivo para todo el personal, excepto para los generales, y el Tercer Reich continuó con esta práctica.
Sin embargo, para aclarar, debe distinguirse entre "parche de cuello" (en alemán: Kragenpatte o Kragenspiegel) y trenza de suboficial (Unteroffizierslitze o Kragenlitze), el símbolo de status de todos los rangos de suboficiales alemanes, que rodeaba el cuellodel uniforme. Un suboficial usaba ambos, parches en el cuello y la trenza que rodeaba el cuello. Los oficiales solo usaban parches en el cuello.

#### Diseño y versiones

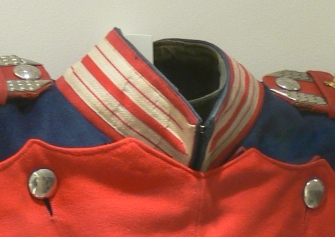
Doppellitze, 1900.

En ambas puntas del cuello de cualquier uniforme había un parche de cuello. Cada parche constaba del acolchado y dos revestimientos paralelos (en alemán: patten), los llamados Litzenspiegel, que simbolizaban la doble trenza del siglo XIX.
El acolchado de los parches de cuello de gala mostraba el Waffenfarbe (color del arma) del soldado. La versión de gala estaba bordada con un fino hilo de aluminio (en alemán: Abzeichentuch). El color del fondo también se mostraba y aparecía entre las dos caras paralelas formando así una franja central de color.
En los uniformes de campaña y de servicio, a partir de finales de 1935, el parche del cuello era de color verde botella oscuro para que combinase con el color del cuello; el Waffenfarbe "aparecía" (de hecho, se cosía un cordón de color) en la tira central de cada trenza, el Litzenspiegel.
Para los soldados, los parches de cuello de servicio se tejían a máquina en rayón gris plateado; Los de los oficiales estaban bordados de manera más elaborada en seda blanca o hilo de aluminio, y eran algo más grandes para combinar con sus cuellos más altos.
Los suboficiales (en alemán: Unteroffiziere) usaban parches de cuello estándar para soldados, pero se distinguían por una trenza de rayón tejida con diamantes de color gris plateado de 9 mm (Unteroffoziers-Tressen), cosida alrededor del cuello, excepto en el de gala, donde Unteroffoziers-Tressen era de aluminio brillante.

#### Diseño único desde 1938

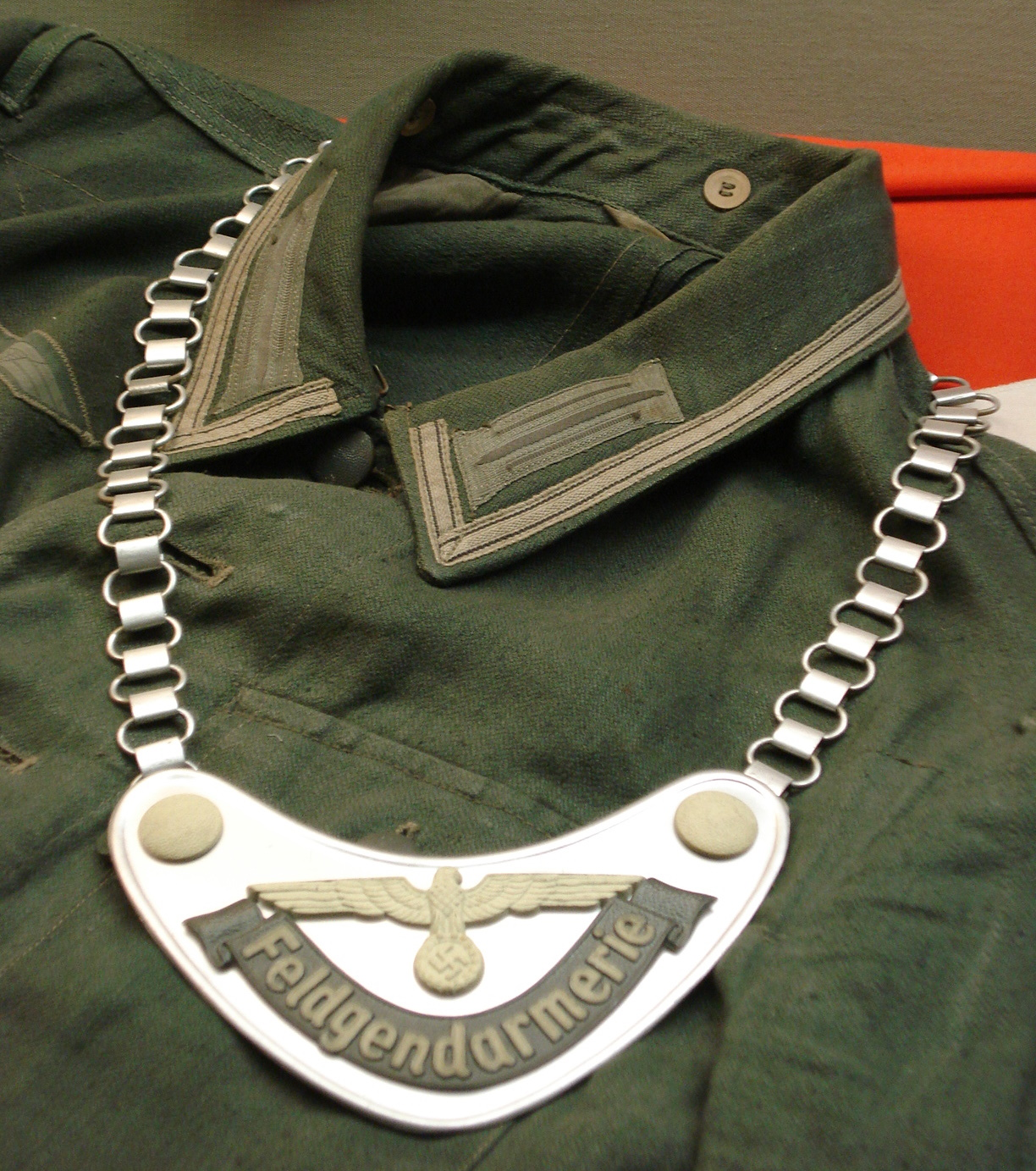
Traje de campaña con parches en el cuello, Unteroffoziers-Tressen, posterior a 1940.

En 1938, el Heer, en rápido crecimiento, descubrió que no era práctico, para el uniforme de campaña de los soldados, fabricar y almacenar una multitud de parches de cuello en una variedad de Waffenfarben que también tenían que ser cosidos y cambiados con frecuencia por los sastres de la unidad. En consecuencia, se introdujeron nuevos parches de cuello universales con Litzenspiegel y Mittelstreifen tejidos en verde oscuro para combinar con el parche de respaldo, y que se podían coser en la fábrica; el Waffenfarbe ahora se mostraba en las hombreras, que simplemente se abrochaban y eran fáciles de cambiar.
Durante la guerra se decidió cambiar las insignias por unas de menor visibilidad, los parches de cuello para los soldados se tejieron en "gris ratón" con rayas de color feldgrau, que a partir de 1940 fueron hechos en feldgrau, como el uniforme; nunca se produjeron parches de cuello grises. Sin embargo, las tropas preferían los parches verdes (y los cuellos), especialmente en uniformes "limpios" para salir; y los veteranos de servicio prolongado se enorgullecían particularmente de las versiones anteriores a la del año 1938.
Por el contrario, los parches del cuello del uniforme de servicio de los oficiales nunca cambiaron. Si bien la mayoría de los oficiales en las líneas del frente vestían el uniforme de campaña según las regulaciones de tiempos de guerra, muchos optaron por agregar sus parches verdes y plateados en lugar de (o encima de) las versiones de fábrica.
En los uniformes tropicales de color verde oliva, los parches del cuello eran de color canela con el Litzenspiegel azul grisáceo para todo el personal; los oficiales nuevamente agregaron a veces sus parches de cuello verde. Los Tressen de un suboficial con uniforme tropical eran de color marrón cobrizo o, a veces, verde oliva.

#### Uniformidad de las tropas panzer
Una excepción importante en el uso del Litzen fue la "chaqueta panzer" (en alemán: Panzerjacke), la chaqueta cruzada que usaban las tripulaciones de tanques y otros vehículos blindados. Cuando se estableció la Panzertruppe en 1935, se les otorgó un uniforme negro distintivo y, como insignia, la Totenkopf, cuyas versiones habían sido usadas anteriormente por el cuerpo de tanques imperial y varias unidades de caballería.
A mediados de 1940, las tripulaciones de los cañones de asalto (Sturmgeschützen) recibieron un uniforme propio, idéntico en corte al Panzerjacke pero en gris de campaña estándar, que vestían con ribetes de artillería rojos. A lo largo de la guerra, una serie de cambios rigió los uniformes y las insignias de los cañones de asalto, los cazacarros, los vehículos blindados y los cañones autopropulsados (SPG). Dependiendo de la unidad y la fecha, se podía encontrar la guerrera negra o gris o la Feldbluse estándar, y en la Panzerjacke, los parches reglamentarios del cuello podían ser negros con calaveras, o grises con calaveras. El resultado en la práctica fue un caos; Las fotos de la época de la guerra muestran una mezcla de uniformes e insignias usadas no solo en el mismo batallón, sino incluso en el mismo vehículo.
Oficialmente, ambos colores estaban permitidos y los uniformes de campaña se usaban solo dentro o alrededor del vehículo; esta norma era ignorada reptidamente. Las Panzertruppen recibieron uniformes estándar para vestimenta de servicio, pero rara vez se usaba, prefiriendo sus características chaquetas.
En el norte de África, las tripulaciones del AFV vestían el mismo uniforme tropical que las otras ramas, incluidos los parches en el cuello; sin embargo, muchos tanquistas colocaban sus Totenkopf en sus solapas.

#### Regimiento de InfanteríaGroßdeutschland

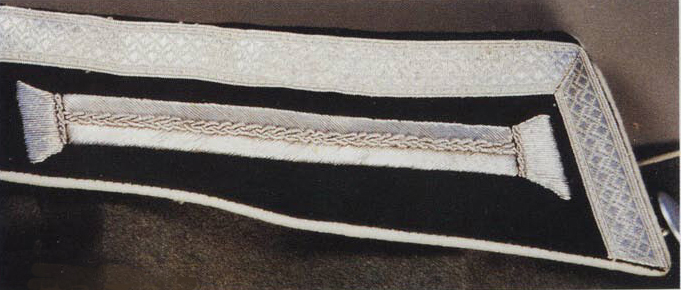
Parche de cuello de un suboficial y Tressen del Regimiento de Infnatería Großdeutschland.

En junio de 1939, el Heer quiso renovar sus lazos con la tradición del Viejo Ejército introduciendo un nuevo uniforme para su unidad más prestigiosa: el Wachregiment "Berlin", que pasó a llamarse Regimiento de Infantería Großdeutschland. El nuevo uniforme de gala para esta unidad tenía un parche de cuello alargado con un solo Litzenspiegel para suboficiales y dos para los soldados rasos. Aunque se mostró a la prensa, este nuevo uniforme no se proporcionó a la unidad debido al estallido de la Segunda Guerra Mundial y fue guardado en un almacén.

#### Oficiales del Cuerpo de Estado Mayor

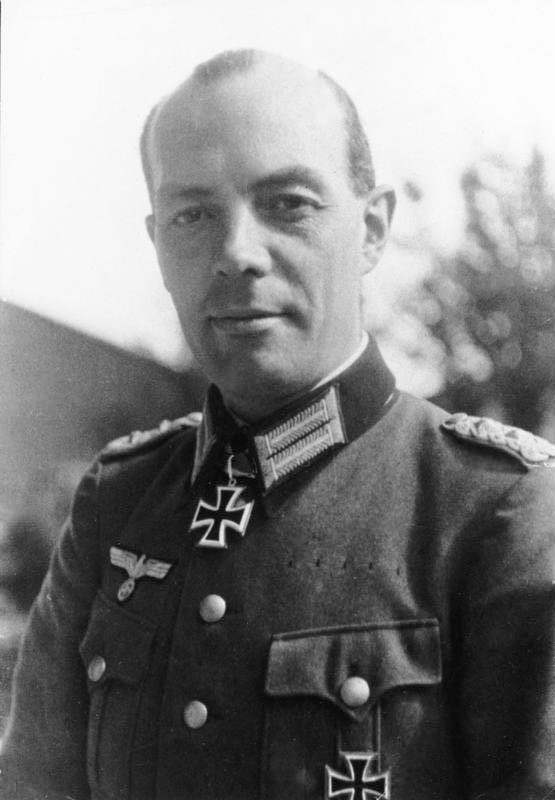
Rudolf Christoph Freiherr von Gersdorff como Oberst im Generalstab.

Los Generalstaboffiziere eran oficiales cuidadosamente seleccionados y entrenados para representar al Cuerpo de Estado Mayor alemán tanto en funciones de mando como de estado mayor. Los rangos iban desde un Hauptmann im Generalstab (Capitán) hasta un Oberst i.G. (Coronel). Todos eran, antes de 1939, graduados de la Academia Militar, la Kriegsakademie. En los estados mayores de división ocupaban el cargo de Ia (Jefe de Estado Mayor Operativo) o Ib (Jefe de la Zona de Retaguardia). En los rangos superiores, las secciones de personal de inteligencia y formación estaban la mayor parte del tiempo a cargo personal de los oficiales del Cuerpo de Estado Mayor. Los oficiales del Estado Mayor tenían su propio Litzen distintivo llamado alt-Preußische (antiguo prusiano) o Kolbenstickerei ("bordado de lóbulos"). Estos eran los mismos, ya sea en el traje de gala carmín Kragenpatten o en los parches de servicio verdes; los Litzenspiegel de colores eran innecesarios. Los oficiales del Estado Mayor asignados al cuartel general supremo (el Reichskriegsministerium, más tarde OKH y OKW), la Kriegsakademie y los agregados militares se distinguían además por tener su Litzen dorado en lugar de plateado. Estos Generalstaboffiziere se llamaron "des Generalstabs", Oberst dG, etc. Los Litzen dorados fueron abolidos en noviembre de 1942. Solo los agregados militares mantuvieron su Litzen mientras estuvieron en su puesto actual. Adolf Hitler quería una unión más estrecha entre el frente y el OKW y el OKH.
Además de los parches en el cuello, los oficiales del Estado Mayor usaban pantalones a rayas, del mismo diseño que los generales, pero de color carmín en lugar de color escarlata.

#### Generales
A partir de 1900, los generales prusianos habían usado parches en el cuello bordados en un estilo llamado alt-Larisch, que había sido usado por primera vez en el siglo XVIII por el 26.º Regimiento de Infantería (älterer von Larisch); el Reichsheer y la Wehrmacht continuaron la tradición. Estas insignias, a veces llamadas Arabesken (arabescas), estaban bordadas en dorado sobre un fondo escarlata. Los mariscales de campo usaban el mismo Arabesken que los generales hasta abril de 1941, cuando se les autorizó una variante más larga con tres en lugar de dos patrones, con un total de seis "puntas". En algunos casos, los Feldmarschall no se molestaron en reemplazar los parches de sus generales, o solo lo hizo en sus uniformes de gala.
Los generales del Servicio de Tropas Especiales (Truppensonderdienst - TDS) y de las carreras especializadas (médica, veterinaria, artillería y parque motorizado) portaron las mismas insignias hasta abril de 1944, cuando se les ordenó cambiar su Kragenpatten escarlata por otras de estilo alt-Larisch.
- azul brillante - administrativo
- azul aciano - médico
- naranja - artillería[6]
- rosa - parque móvil
- carmín - veterinaria
- rojo oscuro - judicial

En octubre de 1944 se prorrogó por tiempo indeterminado el período de desgaste del color de fondo para los Generales de las ramas especializadas.
Estos parches de cuello arabescos todavía los usan los oficiales generales de la actual Bundeswehr.

##### Comandante en Jefe

Kragenpatte y hombrera de von Rundstedt

En el Heer, al jubilarse, ciertos generales alemanes de alto rango recibieron el puesto honorario de Chef (Jefe) de un regimiento. Era una costumbre alemana que databa de finales del siglo XVIII. Estos generales estaban autorizados a llevar la insignia de un oficial de regimiento, incluidos los Litzen de oficiales ordinarios. El mariscal de campo Gerd von Rundstedt, jefe del 18.º Regimiento de Infantería, usaba un gran 18 en las hombreras y, para el uso diario, prefería la ropa adornada de un oficial de infantería con ribetes blancos en lugar del uniforme de un general.
Hitler nombró al primer Generaloberst Hans von Seeckt, antiguo Chef der Heeresleitung, como Jefe del 67.º Regimiento de Infantería en su 70.º cumpleaños en abril de 1936, unos meses antes de morir. Solo siete generales alemanes fueron nombrados Chefs: además de Seeckt y Rundstedt, estaban el General der Infanterie Ritter von Epp (Chef del 61.º Regimiento de Infantería en Múnich); el Generalfeldmarschall von Mackensen (Chef del 5.º Regimiento de Caballería en Stolp); el Generaloberst von Fritsch (Chef del 12.º Regimiento de Artillería en Schwerin); y el Generalfeldmarschall von Böhm-Ermolli (Chef del 28.º Regimiento de Infantería en Troppau). El Generalfeldmarschall von Blomberg fue nombrado Chef del 73.º Regimiento de Infantería y lucía un gran 73 superpuesto sobre los bastones cruzados de su hombrera, pero el 4 de febrero de 1938 fue despedido y su nombre eliminado de la lista de antigüedad.

### Hombreras(Schulterklappen)e insignias de hombro(Schulterstücke)

#### Soldados rasos
Las hombreras del Reichsheer para los soldados (en alemán: Mannschaften) eran muy similares a las de la Primera Guerra Mundial, hechas en color feldgrau con un botón en el extremo. En diciembre de 1934, el color se cambió a gris (Abzeichentuch) y en septiembre de 1935 se cambió nuevamente a un verde botella oscuro (flaschengrün). Estas hombreras del "primer patrón" no estaban ribeteadas con Waffenfarbe.
En 1938, simultáneamente con la eliminación del Waffenfarbe de los parches de cuello del uniforme de campaña, se diseñaron nuevas hombreras. Estas hombreras de "segundo patrón" tenían extremos redondos en lugar de puntiagudos, y estaban ribeteadas en tres lados con detalles en lana (más tarde rayón). Este patrón se usaría hasta el final de la guerra, aunque en 1940 la fabricación volvió a usar el gris y, como de costumbre, se hicieron versiones alternativas para combinar con el uniforme Panzer (negro), el uniforme tropical (algodón de color verde oliva) y uniforme de verano modelo HBT. El Schulterklappen no se usaban con el uniforme de campaña, ni con ropa de camuflaje y abrigos que usaban un sistema alternativo de insignias de rango.
Para los reclutas, la insignia de rango, se usaba en la manga izquierda. Sin embargo, las hombreras indicaban la unidad del soldado (generalmente regimiento o batallón independiente) junto con su rama secundaria, si la hubiera, bordada a máquina en el color de la rama. Por ejemplo, una hombrera con ribete rosa y el número "4" indicaría el 4.º Regimiento Panzer; pero si llevara un número rosa "4" y letra "A" indicaría el 4.º Batallón de Reconocimiento Panzer. El ejército alemán usaba una gran variedad de iniciales latinas, iniciales góticas, códigos de escritura, números arábigos, números romanos y símbolos para designar todas sus diversas ramas e instalaciones de servicio. Antes de la guerra, los botones de los hombros también estaban grabados con el número de la compañía del soldado.
A partir de enero de 1940, las hombreras con la insignia de la unidad se eliminaron gradualmente como medida de seguridad y, en su lugar, se diseñaron unos lazos de tela extraíbles con dispositivos. En mayo de 1944, el bordado se cambió a un color a gris claro.

#### Suboficiales

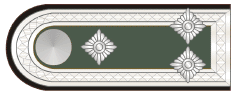
Stabsfeldwebel, cuerpo de ingenieros.

Los suboficiales (Unteroffiziere) llevaban la insignia de su rango en las hombreras, que consistía en una trenza y estrellas de rango de color blanco. La hombrera de un Unteroffizier estaba bordeada con Tresse en tres lados y un Unterfeldwebel en los cuatro. Los suboficiales superiores (Unteroffiziere mit Portepee) llevaban de una a tres estrellas; además, sus identificadores de unidad no iban bordadas y eran también de color blanco.
Las medidas seguían un ancho estándar (4,5 cm), otras uno más ancho para unidades de tres dígitos (5,3 cm). Había además un tamaño extra grande para el abrigo (Mantel).

#### Oficiales
Las hombreras de los oficiales estaban adornadas con un trenzado de estilo "ruso", con un doble hilo de aluminio. Los oficiales de compo (de Teniente a Hauptmann/Rittmeister) usaban hombreras con un trenzado paralelo y rodeando el botón del extremo, dando la apariencia de ocho cordones; el conjunto estaba cosido a una base (Unterlagen) de tela de insignia de la especialidad. Hasta 1938, la base tenía las mismas dimensiones exteriores que la trenza y solo era visible de canto; en ese año, la base se hizo más ancha, para crear la impresión de ribetes en los bordes. El rango se indicaba con cero a dos estrellas; los identificadores de la unidad también eran de color dorado.
Las hombreras de los oficiales de campo (Stabsoffizier) se fabricaron trenzando dos anchos y enroscándolos para formar un ojal, cosidos a la base de la hombrera; el rango nuevamente se mostraba de cero a dos estrellas doradas.
Una vez comenzada la guerra, apareció la trenza de color gris opaco, pero el aluminio brillante continuó usándose.

#### Generales

Hombreras de Generales de la Wehrmacht

- 1 Generalfeldmarschall (hombrera de abril del 1941 en adelante)
- 2 Generalfeldmarschall (hombrera anterior a abril del 1941)
- 3 GeneraloberstGeneraloberst
- 4 General
- 5 GeneralleutnantGeneralleutnant
- 6 GeneralmajorGeneralmajor

Las hombreras de los generales se diseñaron de manera similar a las de los oficiales de campo, pero entre el trenzado dorado discurría una línea de color plateada. Dado que la combinación resultante era más amplia, el trenzado tenía 4 en lugar de 5 bucles. Sus botones eran dorados y el rango se indicaba con cero a tres estrellas plateadas o bastones cruzados en el caso de los mariscales de campo. El fondo era de color escarlata, excepto (desde 1944) para los generales del cuerpo de estado mayor, a quienes se les indicó que usaran el Waffenfarbe en su lugar.
En abril de 1941, las hombreras de los Generalfeldmarschall se cambiaron para incorporar un cordón central dorado en lugar de plateado.
Los coroneles que vestían ese uniforme llevaban hombreras doradas con el número del regimiento debajo en lugar del fondo escarlata; el GFM von Rundstedt a veces simplemente añadía sus bastones cruzados en las hombreras de un coronel de infantería.

#### Personal retirado

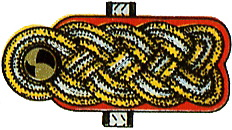
Hombrera de un Generalmajor retirado.

Por orden del mariscal Hindenburg en marzo de 1932, los soldados que se habían retirado después de 15 años de servicio recibieron el derecho a usar el uniforme de la unidad que habían dejado. Las hombreras de los soldados retirados tenían una brida de 1,5 cm de ancho que atravesaba la parte central de la hombrera por debajo de ésta.

### Otras insignias

#### Insignias vaqueras
Durante el invierno de 1938, se emitieron insignias de cierto rango para vestir con el uniforme de tela vaquera (en alemán: Drillichrock).
| Drillichrock | Drillichrock | Drillichrock  | Drillichrock | Drillichrock  | Drillichrock   | Drillichrock   |
| ------------ | ------------ | ------------- | ------------ | ------------- | -------------- | -------------- |
|              |              |               |              |               |                |                |
| Oberschütze  | Gefreiter    | Unteroffizier | Feldwebel    | Oberfeldwebel | Stabsfeldwebel | Hauptfeldwebel |

#### Insignias para prendas exteriores

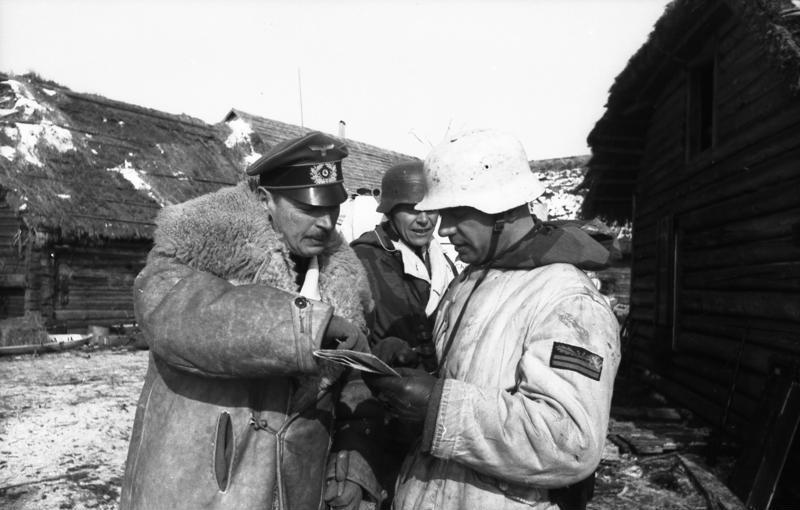
Insignia de un Oberleutnant.

Cuando los soldados llevaban prendas sin distintivos oficiales, como abrigos, parkas y cortavientos de montaña, los generales, oficiales y suboficiales usaban insignias de rango en la manga. Estos estaban diseñados con barras y hojas de roble y se introdujeron a finales del verano de 1942. Los rangos fueron utilizados por el ejército y las Waffen-SS. En 1943, las insignias también se introdujeron en la Wehrmachtbeamte y los Sonderführer.

### Borlas
Introducidas por primera vez en el ejército prusiano en 1808, las borlas de colores se usaban como una pieza decorativa del uniforme y para diferenciar las compañías dentro de un regimiento. Los rangos por debajo de Fänrich se denominaron Troddel o Faustriemen, según la unidad. El Troddel fue utilizado por tropas de infantería, artillería, ingenieros, comunicaciones, antitanques y suministros. Mientras que el Faustriemen fue usado por la caballería y las tropas de fusileros. Además, algunas unidades llevarían borlas de honor de cuero rojo ruso, para indicar su relación con el 1.º Regimiento de Guardias de Granaderos (prusianos). El Unteroffiziere mit Portepee usaría borlas independientemente de la compañía.
Las borlas se muestran a continuación, donde los números arábigos se refieren a la compañía/batería/escuadrón:
|                                                                                                | Troddel     | Troddel | Troddel | Troddel | Troddel | Troddel | Troddel | Troddel | Troddel | Troddel | Troddel | Troddel | Troddel | Troddel | Troddel | Troddel | Troddel |
| ---------------------------------------------------------------------------------------------- | ----------- | ------- | ------- | ------- | ------- | ------- | ------- | ------- | ------- | ------- | ------- | ------- | ------- | ------- | ------- | ------- | ------- |
|                                                                                                |             |         |         |         |         |         |         |         |         |         |         |         |         |         |         |         |         |
| Infantería                                                                                     | Staff       | I       | 1       | 2       | 3       | 4       |         | II      | 5       | 6       | 7       | 8       |         | III     | 9       | 10      | 11      |
| Artillería                                                                                     |             |         | 1       | 2       | 3       |         |         |         | 4       | 5       | 6       |         |         |         | 7       | 8       | 9       |
| Artillería montada e instrucción                                                               |             |         | 1       | 2       | 3       |         |         |         | 4       | 5       | 6       |         |         |         |         |         |         |
| Infantería                                                                                     |             |         | 1       | 2       | 3       | 4       | 5       |         | 6       | 7       | 8       | 9       | 10      |         |         |         |         |
|                                                                                                | Troddel     |         |         |         |         |         |         |         |         |         |         |         |         |         |         |         |         |
|                                                                                                |             |         |         |         |         |         |         |         |         |         |         |         |         |         |         |         |         |
| Infantería                                                                                     | 12          | IV      | 13      | 14      | 15      | 16      | 17      | V       | 18      | 19      | 20      | E       | 9t      | 10t     | 11t     | 12t     | NCO     |
|                                                                                                | Faustriemen |         |         |         |         |         |         |         |         |         |         |         |         |         |         |         |         |
|                                                                                                |             |         |         |         |         |         |         |         |         |         |         |         |         |         |         |         |         |
| Caballería e infantería                                                                        | Staff       | I       | 1       | 2       | 3       | 4       | 5       | II      | 6       | 7       | 8       | 9       | 10      | III     | 11      |         |         |
| Artillería montada motorizada y panzer                                                         |             |         | 1       | 2       | 3       |         |         |         | 4       | 5       | 6       |         |         |         | 7       | 8       | 9       |
| Números romanos: batallón t: nudos honorarios (Erinnerungstroddeln) E: compañía sumplementaria |             |         |         |         |         |         |         |         |         |         |         |         |         |         |         |         |         |

## Rangos e insignias de rango

### Tabla de rangos

#### Soldados (Mannschaften)
| Insignia | Insignia | Rango                             | Traducción                     | Notas |
| Hombro   | Muñeca   | Rango                             | Traducción                     | Notas |
| -------- | -------- | --------------------------------- | ------------------------------ | --- |
|          |          | Soldat                            | Soldado                        | Soldat era el término genérico. Podía ascender directamente a Gefreiter. |
|          |          | Soldat (Unteroffizieranwärter UA) | Soldado Aspirante a suboficial | Soldado seleccionado para acceder a la Unteroffizierschule (Escuela para Suboficiales); podría ser de cualquier rango, desde Soldat hasta Stabsgefreiter. |
|          |          | Soldat (Offiziersanwärter OA)     | Soldado (Aspirante a Oficial)  | Véase debajo |
|          |          | Obersoldat (desde 1936)           | Soldado de 1.ª                 | Obersoldat era el término genérico. Automático después de 12 (después 6) meses si aún no había ascendido a Gefreiter. |
|          |          | Gefreiter                         | Cabo                           | Históricamente en los ejércitos alemanes, un Gefreiter era un soldado experimentado que, en virtud de su antigüedad, estaba exento de deberes más serviles. |
|          |          | Gefreiter (Offiziersanwärter OA)  | Cabo (Aspirante a Oficial)     | Véase debajo |
|          |          | Obergefreiter                     | Cabo "Exento"                  | La insignia de la segunda manga indica 6 años de servicio. |
|          |          | Stabsgefreiter (from 1942)        | Cabo Segundo "Exento"          | El rango se confiaba comúnmente con puestos en el suministro de alimentos y deberes de intendencia. En los últimos años de la Segunda Guerra Mundial, los Stabsgefreiters a menudo se usaban como líderes de grupo Gruppenführer debido a la falta de Unteroffiziere (Suboficiales). Las promociones a este rango se suspendieron en 1934, aunque los Stabsgefreiters existentes lo mantuvieron; Las promociones se reanudaron en 1942. |

#### Suboficiales (Unteroffiziere)
| Insignia                                                   | Insignia                                                   | Rango                                                          | Traducción                                                                                         | Notas |
| Hombro                                                     | Manga                                                      | Rango                                                          | Traducción                                                                                         | Notas |
| Unteroffiziere ohne Portepee (Suboficiales de menor rango) | Unteroffiziere ohne Portepee (Suboficiales de menor rango) | Unteroffiziere ohne Portepee (Suboficiales de menor rango)     | Unteroffiziere ohne Portepee (Suboficiales de menor rango)                                         | Unteroffiziere ohne Portepee (Suboficiales de menor rango) |
| ---------------------------------------------------------- | ---------------------------------------------------------- | -------------------------------------------------------------- | -------------------------------------------------------------------------------------------------- | --- |
|                                                            |                                                            | Unteroffizier Oberjäger (Infantería ligera y de montaña)       | Cabo Primero                                                                                       | Originalmente solo al completar la escuela de suboficiales; más tarde también una promoción automática para los líderes de escuadrones en funciones con 4 meses de experiencia en combate. Podía ascender directamente a Feldwebel/Wachtmeister. |
|                                                            | Fahnenjunker-Unteroffizier (Offiziersanwärter OA)          | Alférez (con el grado de sargento).                            | Hombrera de un Unteroffizier, con dos tiras plateadas adicionales                                  | |
|                                                            |                                                            | Unterfeldwebel Unterwachtmeister                               | Sargento                                                                                           | Llamado Sargento hasta 1921. Automático después de 6 años de servicio y 3 años como Unteroffizier si aún no había ascendido a Feldwebel/Wachtmeister.                                                                                            |
|                                                            | Fahnenjunker-Unterfeldwebel (Offiziersanwärter OA)         | Oficial cadete                                                 | Hombrera de un Unterfeldwebel, con dos tiras plateadas adicionales.                                | |
| Unteroffiziere mit Portepee (Suboficiales de mayor rango)  |                                                            |                                                                | | |
|                                                            |                                                            | Feldwebel Wachtmeister                                         | Sargento Primero                                                                                   | Desde mediados de la guerra, una promoción automática para los líderes de pelotón en funciones con 4 meses de experiencia en combate. |
|                                                            | Fahnenjunker-Feldwebel (Offiziersanwärter OA)              | Oficial cadete (con el grado de Sargento en Jefe).             | Hombrera de un Feldwebel, con dos tiras plateadas adicionales.                                     | |
|                                                            |                                                            | Oberfeldwebel Oberwachtmeister                                 | Sargento en Jefe                                                                                   | Un Hauptfeldwebel (Sargento en Jefe) normalmente tenía este rango. |
|                                                            | Fahnenjunker-Oberfeldwebel (Offiziersanwärter OA)          | Oficial cadete (con el grado de Sargento Mayor).               | Hombrera de un Oberfeldwebel (con dos tiras plateadas adicionales), usada con uniforme de oficial  | |
|                                                            |                                                            | Stabsfeldwebel Stabswachtmeister                               | Sargento Mayor                                                                                     | Restringido a voluntarios de carrera; automático después de 12 años de servicio. Rango creado en 1938. |
|                                                            | Fahnenjunker-Stabsfeldwebel (Offiziersanwärter OA)         | Oficial cadete (con el grado de Sargento Mayor de Regimiento). | Hombrera de un Stabsfeldwebel (con dos tiras plateadas adicionales), usada con uniforme de oficial | |

Los "anillos de pistón" de un Hauptfeldwebel.

Hauptfeldwebel/Hauptwachtmeister: Hauptfeldwebel no era un rango sino un nombramiento: el suboficial administrativo y de reclutamiento de una compañía y el asistente logístico del comandante. Por lo tanto, era más o menos análogo a un sargento mayor o sargento primero de compañía, aunque sus funciones generalmente no involucraban el liderazgo de combate. Der Spieß o die Mutter der Kompanie, como se le llamaba, no era necesariamente el Unteroffizier de mayor rango en la compañía, especialmente porque normalmente dos de los pelotones estaban comandados por suboficiales superiores en lugar de oficiales. Sin embargo, un Hauptfeldwebel tenía que ser de grado Portepee; un suboficial menor que ocupaba el puesto era un Hauptfeldwebeldiensttuer, "uno que realiza deberes de Hauptfeldwebel".
La insignia de un Hauptfeldwebel era un par de suboficiales Tressen que rodeaban cada manga inferior, apodados "anillos de pistón"; también llevaba un Meldetasche o portaplanos de cuero colgado del uniforme.

#### Suboficiales especializados de otras ramas
En dos ramas profesionales especializadas, era posible alcanzar un rango por encima del Stabsfeldwebel: ingenieros de fortificaciones (Festungspioniere) y herradores (Hufbeschlagschmieder). Eran suboficiales con autoridad de mando, no Heeresbeamten (funcionarios civiles uniformados del Ejército).
| Insignia | Rango                                              | Traducción                                                                 |
| -------- | -------------------------------------------------- | -------------------------------------------------------------------------- |
|          | Festungswerkmeister Hufbeschlaglehrmeister         | Jefe de Ingenieros de Fortificaciones Jefe de Herradores                   |
|          | Festungsoberwerkmeister Oberhufbeschlaglehrmeister | Jefe Superior de Ingenieros de Fortificaciones Jefe Superior de Herradores |

#### Aspirantes a Oficial (Fähnriche)
| Hasta 1940 | 1940–1941                                                                                | 1942–1945                                                                                | Traducción                                                                     | Notas                                                                                                  |
| --- | ---------------------------------------------------------------------------------------- | ---------------------------------------------------------------------------------------- | ------------------------------------------------------------------------------ | --- |
| Fahnenjunker | Schütze (Offizier-Bewerber)                                                              | Schütze (Offizier-Bewerber)                                                              | Oficial cadete Fusilero (aspirante a Oficial)                                  | Candidato oficial en formación básica                                                                  |
| Fahnenjunker-Gefreiter | Gefreiter (Offizier-Bewerber)                                                            | Gefreiter (Offizier-Bewerber)                                                            | Soldado de 1.ª (aspirante a Oficial)                                           | Candidato a oficial en entrenamiento avanzado con el Ejército de Campaña                               |
| Fahnenjunker-Unteroffizier Fahnenjunker-Oberjäger | Unteroffizier (Offizier-Anwärter) Oberjäger (Offizier-Anwärter)                          | Fahnenjunker-Unteroffizier Fahnenjunker-Oberjäger                                        | Suboficial Superior de Zapadores Suboficial de zapadores (candidato a Oficial) | Escuela de candidatos a oficiales principiantes para cadetes o academia especializada                  |
| Fähnrich | Feldwebel (Offizier-Anwärter) Wachtmeister (Offizier-Anwärter)                           | Fahnenjunker-Feldwebel Fahnenjunker-Wachtmeister                                         | Alférez (candidato a Oficial) Teniente Segundo                                 | Cadete que completa la Escuela de Candidatos a Oficiales o una academia especializada                  |
| Oberfähnrich Unterarzt (physician) Unterapotheker (pharmacist) Unterveterinär (veterinary) Oberfähnrich im Ing. Korps (Engineering) Feuerwerker m. b. Offiziersprüfung (Ordnance) | Oberfähnrich Unterarzt Unterveterinär Unterapotheker Feldingenieur Oberfähnrich (Waffen) | Oberfähnrich Unterarzt Unterapotheker Unterveterinär Feldingenieur Oberfähnrich (Waffen) | Personal médico Cuerpo de Ingenieros Ordenanza                                 | Graduado sirviendo como teniente interino, alférez o tercer teniente antes de ser ascendido a oficial. |

#### Oficiales (Offiziere)
| Insignia       | Insignia  | Rango | Traducción |           |
| Hombro         | Manga     | Rango | Traducción |           |
| Leutnante      | Leutnante | Leutnante | Leutnante | Leutnante |
| -------------- | --------- | --- | --- | --------- |
|                |           | Leutnant Assistenzarzt (Médico) Veterinär (Veterinario) | Teniente Asistente de cirujano Veterinario |           |
|                |           | Oberleutnant Oberarzt (Médico) Oberveterinär (Veterinario) | Lugarteniente Cirujano superior Veterinario superior                                                                                             |           |
| Hauptleute     |           | | |           |
|                |           | Hauptmann Rittmeister (rama montada) Stabsarzt (Médico) Stabsveterinär (Veterinario) Kriegsrichter (judicial antes de 1944) Kriegsgerichtsrat im Hauptmannsrang (judicial antes de 1944) Stabsrichter (judicial antes de 1944) Heereshilfspfarrer (Capellán) | Capitán Capitán de caballería Personal cirujano Personal veterinario Juez militar Miembro del Tribunal Militar el rango de Capitán Juez Capellán |           |
| Stabsoffiziere |           | | |           |
|                |           | Major Oberstabsarzt (Médico) Oberstabsveterinär (Veterinario) Kriegsgerichtsrat im Majorsrang (Judicial después de 1944) Oberstabsrichter (Judicial después de 1944) Heerespfarrer (Capellán)                                                                | Mayor Personal cirujano Personal veterinario Miembro del Tribunal Militar con rango de Mayor Juez militar Capellán                               |           |
|                |           | Oberstleutnant Oberfeldarzt (Médico) Oberfeldveterinär (Veterinario) Oberkriegsgerichtsrat (Judicial antes de 1944) Oberrichter (Judicial después de 1944) Heeresoberpfarrer (Capellán)                                                                      | Teniente Coronel Cirujano de campaña Veterinario de campaña Consejo Superior del Tribunal Militar Juez militar superior Capellán                 |           |
|                |           | Oberst Oberstarzt (Médico) Oberstveterinär (Veterinario) Oberstkriegsgerichtsrat (Judicial antes de 1944) Oberstrichter (Judicial después de 1944) Wehrmachtsdekan (Decano)                                                                                  | Coronel Cirujano Mayor Veterinario Mayor Consejo Superior del Tribunal Militar Juez Mayor Decano de defensa                                      |           |

#### Generales y Mariscales (Generäle)
Además de sus parches de cuello alt-Larisch y hombreras de oro trenzado, los uniformes de los generales se distinguían por insignias doradas en lugar de plateadas que llevaban en las gorras, en el cordón de la gorra, en el águila del pecho, las hebillas del cinturón y los botones, un par de rayas de color Hochrot (escarlata) de 40 mm a lo largo de la parte exterior de cada pernera del pantalón, las solapas del abrigo revestidas en escarlata y los uniformes de gala ribeteados en Hochrot en lugar de en Waffenfarbe.
A partir de mayo de 1944, se suponía que los generales de los diversos cuerpos de estado mayor (médico, legal, TSD, etc.) cambiarían el Hochrot por el Waffenfarben adapatado a cada una de sus ramas de servicio; en la práctica, esta directiva se cumplió de manera parcial y una orden posterior extendió indefinidamente la fecha de vencimiento de la insignia escarlata.
| Insignia                              | Insignia | Rango | Traducción |
| Hombro                                | Manga    | Rango | Traducción |
| ------------------------------------- | -------- | --- | --- |
| Veterinario:                          |          | Generalmajor Generalarzt (Médico) Generalveterinär (Veterinario) Oberstkriegsgerichtsrat des Dienstaufsichtsbezirks (Judicial antes de 1944) Reichskriegsgerichtsrat (Judicial antes de 1944) Reichskriegsanwalt (Judicial antes de 1944) Chefrichter (Judicial después de 1944. Antes Generalrichter) Feldbischof (Capellán) Generalquartiermeister (Intendente) | Mayor General Mayor General (Med.) Mayor General (Vet.) Consejo Superior del Tribunales Militar Consejo del Tribunal Militar Fiscal del Tribunal Militar Juez Jefe (antes Juez General) Jefe de capellanes Intendente General |
|                                       |          | Generalleutnant Generalstabsarzt (Médico) Generalstabsveterinär (Veterinario) Senatspräsident am Reichskriegsgericht (Judicial antes de 1944) Oberreichskriegsanwalt (Judicial antes de 1944) Generalstabsrichter (Judicial después de 1944) | Teniente General Teniente General (Med.) Teniente General (Vet.) Presidente en tribunales de guerra Fiscal Jefe de Guerra Juez del Estado Mayor                                                                               |
| Medical:                              |          | General der... — Infanterie — Artillerie — Kavallerie — Panzertruppe (desde 1935) — Pioniere (desde 1938) — Gebirgstruppe (desde 1940) — Nachrichtentruppe (desde 1940) Generaloberstabsarzt (Médico) Generaloberstabsveterinär (Veterinario) Ministerialdirektor im OKW (Judicial antes de 1944) Generaloberstabsrichter (Judicial después de 1944)              | General de — infantería — artillería — caballería — tropas acorazadas — ingenieros — tropas de montaña — comunicaciones Cirujano General Teniente General (Vet.) Director Ministerial en el OKW Juez General del Estado Mayor |
| Colonel General: Colonel General GFM: |          | Generaloberst — im Range eines Generalfeldmarschalls (GFM) | Coronel General - con la capacidad de un Mariscal de Campol |
| before April 1941: from April 1941:   |          | Generalfeldmarschall | Mariscal de Campo General |

### Rangos en las diferentes ramas
| Rama | Rama                                                     | Soldat | Obersoldat                                           |
| ---- | -------------------------------------------------------- | --- | ---------------------------------------------------- |
|      | Infantería Infantería Motorizada (hasta 7/43)            | Schütze (Fusilero) (hasta 10/42) Grenadier (desde 10/42) Füsilier (Fusilero) Musketier (Mosquetero)         | Oberschütze Obergrenadier Oberfüsilier Obermusketier |
|      | Infantería Mecanizada (to 7/43)                          | Panzerschütze (Fusileros panzer)                                                                            | Oberpanzerschütze                                    |
|      | Infantería Motorizada Infantería Mecanizada (desde 7/43) | Panzergrenadier (Granaderos panzer)                                                                         | Panzerobergrenadier                                  |
|      | Infantería Ligera y de Montaña                           | Jäger (Cazador)                                                                                             | Oberschütze                                          |
|      | Caballería Reconocimiento                                | Reiter (Jinete)                                                                                             | Oberreiter (Senior Rider)                            |
|      | Artillería                                               | Kanonier (Artillero) Panzerkanonier (Artillero panzer)                                                      | Oberkanonier Panzeroberkanonier                      |
|      | Ingenieros                                               | Pionier (Zapador) Baupionier (Ingeniero de construcción) (desde 1943)                                       | Oberpionier Bauoberpionier                           |
|      | Tropas de construcción                                   | Bausoldat (to 1943)                                                                                         | Oberbausoldat                                        |
|      | Comunicaciones                                           | Funker (Operador de radio) Fernsprecher (Telefonista)                                                       | Oberfunker Oberfernsprecher                          |
|      | Acorazada                                                | Panzerschütze (fusileros acorazados)                                                                        | Oberpanzerschütze                                    |
|      | Ingenieros acorazados                                    | Panzerpionier                                                                                               | Oberpanzerpionier                                    |
|      | Comunicaciones acorazadas                                | Panzerfunker                                                                                                | Oberpanzerfunker                                     |
|      | Antitanque                                               | Panzerjäger (Cazatanques)                                                                                   | Oberpanzerjäger                                      |
|      | Tropas motorizadas                                       | Kradschütze (Fusilero motorizado)                                                                           | Kradoberschütze                                      |
|      | Policía Militar                                          | Feldgendarm (Policía de campaña)                                                                            | Feldobergendarm                                      |
|      | Transporte y Logística                                   | Fahrer (jinete, caballo) Kraftfahrer (conductor, vehículos a motor)                                         | Oberfahrer Oberkraftfahrer                           |
|      | Médico                                                   | Sanitätssoldat                                                                                              | Sanitätsobersoldat                                   |
|      | Veterinaria                                              | Veteriärsoldat                                                                                              | Veteriärobersoldat                                   |
|      | Banda Militar                                            | Musiker (hasta 1936) Musikschütze (Músico fusilero) (desde 1936) Trompeterreiter (Trompetista) (Caballería) | Musikoberschütze Trompeteroberreiter                 |

## Oficiales de las Fuerzas Armadas ySonderführer

### Oficiales de las Fuerzas Armadas (Wehrmachtbeamte)

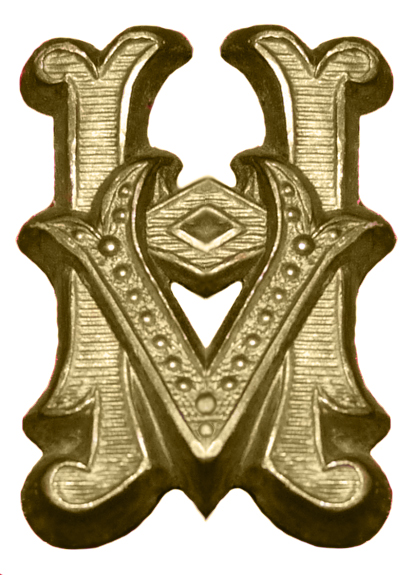
HV (en alemán: Heeresverwaltung, Administración del Ejército) emblema metálico amarillo.

Los funcionarios en puestos administrativos, legales y de servicio técnico generalmente se ubicaban en una categoría exclusiva de la Wehrmacht. Están formados por personal del servicio civil que desempeñaba funciones dentro de las Fuerzas Armadas y eran reclutados, en parte, de exsuboficiales profesionales que se convirtieron en candidatos militares para el servicio civil (en alemán: Militäranwärter) al final de su período contractual de 12 años de actividad del servicio militar.
Hasta 1944, ninguno de estos oficiales fue clasificado como militar; en ese año, ciertos grupos se convirtieron en oficiales del Servicio de Tropas Especiales (Truppensonderdienst o TSD). Estos eran los oficiales administrativos superiores (intendentes) en rangos desde capitán hasta teniente general; los oficiales administrativos inferiores (Zahlmeister) en los rangos de primer y segundo teniente, y los abogados del juez (Richter) en los rangos de capitán a teniente general. En este momento, todo el personal de la Oficina de Correos de Campo también se convirtió en soldado, pero formó un cuerpo propio en lugar de pertenecer al TSD. También se posibilitó que oficiales calificados del servicio técnico de reserva se convirtieran en oficiales de reserva de las tropas de mantenimiento de motores.
Los funcionarios tenían títulos, no rangos: Intendente, Direktor, Rat, Vorsteher, Inspektor, Meister, Asistent. Este es un tema complejo ya que cada rama tenía sus propios títulos.

### Oficiales militares

#### Hombreras
Con ciertas excepciones, los oficiales militares (en alemán: Militär-Beamte) usaban hombreras similares a las de los soldados de rango equivalente, pero se distinguían por la adición de elementos de color verde oscuro: los equivalentes a los generales tenían un cordón central en sus hombreras trenzadas que incorporaban galones verdes, y los equivalentes a los oficiales llevaban una franja verde estrecha entre las filas de la trenza. Los oficiales usaban una hombrera trenzada compleja hecha de cordones verdes, negros y plateados. En casi todos los casos, la base de la hombrera era una doble capa de color verde oscuro debajo del Nebenfarbe, y se usaron pasadores de metal con el cifrado HV (abreviatura alemana de Heeresverwaltung, "Administración del ejército").
Ciertos servicios tenían sus propias insignias: por ejemplo, el Feldpost ("Oficina de correos de campo") usaba hombreras con elementos dorados en lugar de verdes y las iniciales FP; y los oficiales musicales vestían hombreras plateadas y rojas con una insignia de lira. Beamten, empleado de una autoridad administrativa militar en los territorios ocupados, usaba pines com las letras MV (abreviatura alemana de Militärverwaltung, "Administración militar") en lugar de las letras HV.
La mayoría de los funcionarios vestían, además de su Waffenfarbe verde oscuro, un color secundario (Nebenfarbe) que denotaba su rama:
En marzo de 1940, se abolieron los distintos Nebenfarben y se reemplazaron por uniformes de color gris claro.

#### Parches de cuello
El Heeresbeamten usaba parches distintivos en el cuello; estos no indicaban el rango o la categoría del funcionario, sino el "grado" del servicio en el que estaba empleado. Estos se clasificaron según el requisito educativo mínimo y iban desde Einfacher Dienst (Servicios básicos), para los cuales era suficiente una educación primaria, pasando por Mitteler (Medio) y Gehobener (Elevado) Dienst, hasta Höherer Dienst (Servicios superiores) que requerían un grado universitario.
Los funcionarios de los Servicios Básicos usaban parches en el cuello similares a los de los soldados rasos (pero más grandes), de color gris sobre un fondo verde oscuro, pero el parche estaba ribeteado en tres de los lados. De manera similar, los funcionarios de los servicios intermedios y superiores llevaban unos con uno de rango de oficial, nuevamente con parches ribeteados. Los funcionarios de los Servicios Superiores vestían uno parches únicos dorados como los Offiziere des Generalstabs, pero en verde oscuro y ribeteados también. Los equivalentes a oficiales generales usaban parches verdes similares a los de los generales, bordados de manera similar.

### Beamter auf Kriegsdauer
Además de la rama de Beamten, las necesidades en tiempos de guerra llevaron a la creación de "Oficiales durante la guerra" o Beamter auf Kriegsdauer. Estos hombres tenían las habilidades necesarias, pero no poseían todas las calificaciones para convertirse en Beamten de pleno derecho, o fueron reclutados efectivamente de trabajos civiles. Esto fue aún más confuso por el hecho de que un Beamter a.K. hacía los mismos trabajos y ostentaba los mismos títulos que los funcionarios de carrera.
No obstante, un Beamter a.K. usaba parches de cuello completamente distintos. El fondo era grande y estaba ribeteado en tres lados como el que usaba un Beamten de carrera, pero era de color gris claro con bordes verdes. El parche era un rectángulo puntiagudo en el extremo superior con una trenza en el centro y los colores indicaban el grado de servicio del Beamter: gris con trenza verde para servicios básicos, plateado con trenza verde para medios y dorado entero para servicios superiores.

### Oficiales de la Corte Militar Suprema militar (Wehrmachtbeamte beim Reichskriegsgericht)
Los funcionarios de la Wehrmacht que trabajaban en los Tribunales Militares Supremos usaban hombreras sin el "HV" y tenían como color secundario el rojo burdeos (Bordorot).

### Sonderführer
Artículo principal: Sonderführer
Un Sonderführer (abreviado: Sdf; o Sf, (literalmente: líder especial), introducido en la Wehrmacht en el año 1937, vestía el uniforme militar estándar pero sus parches de cuello y bandas en la gorra eran azul grisáceo en lugar de verde militar, con insignias únicas en hombros y cuello.